# Boom Town
"Boom Town" (intitulado "Cidade do Boom" no Brasil e "A Expansão" em Portugal) é o décimo primeiro episódio da primeira temporada da série de ficção científica britânica Doctor Who, transmitido originalmente através da BBC One em 4 de junho de 2005. Foi escrito pelo produtor executivo Russell T Davies e dirigido por Joe Ahearne.
No episódio, o alienígena viajante do tempo conhecido como o Doutor (Christopher Eccleston) e seus acompanhantes Rose Tyler (Billie Piper) e Jack Harkness (John Barrowman) viajam para a Cardiff moderna e reúnem-se com o namorado de Rose, Mickey Smith (Noel Clarke). Lá, eles descobrem uma inimiga recente, Margaret Blaine Slitheen (Annette Badland), que sobreviveu aos eventos de "Aliens of London" / "World War Three" e está disposta a destruir o planeta para garantir sua liberdade.
"Boom Town" foi um episódio criado em substituição a uma história que devia ser escrita por Paul Abbott, mas ele teve que abandonar o roteiro porque tinha outros compromissos. Davies decidiu escrever uma história diferente centrada em torno de trazer a personagem de Badland de volta, já que ele gostou de sua atuação nos quarto e quinto episódios da temporada. Principalmente, Davies queria explorar as consequências das ações do Doutor e questionar se ele tinha o direito de condenar um inimigo à morte. O episódio também foi destinado a mostrar Cardiff, onde a série moderna era gravada e onde o episódio foi filmado em fevereiro de 2005. "Boom Town" foi assistido por 7,68 milhões de espectadores no Reino Unido e recebeu críticas mistas.

## Enredo

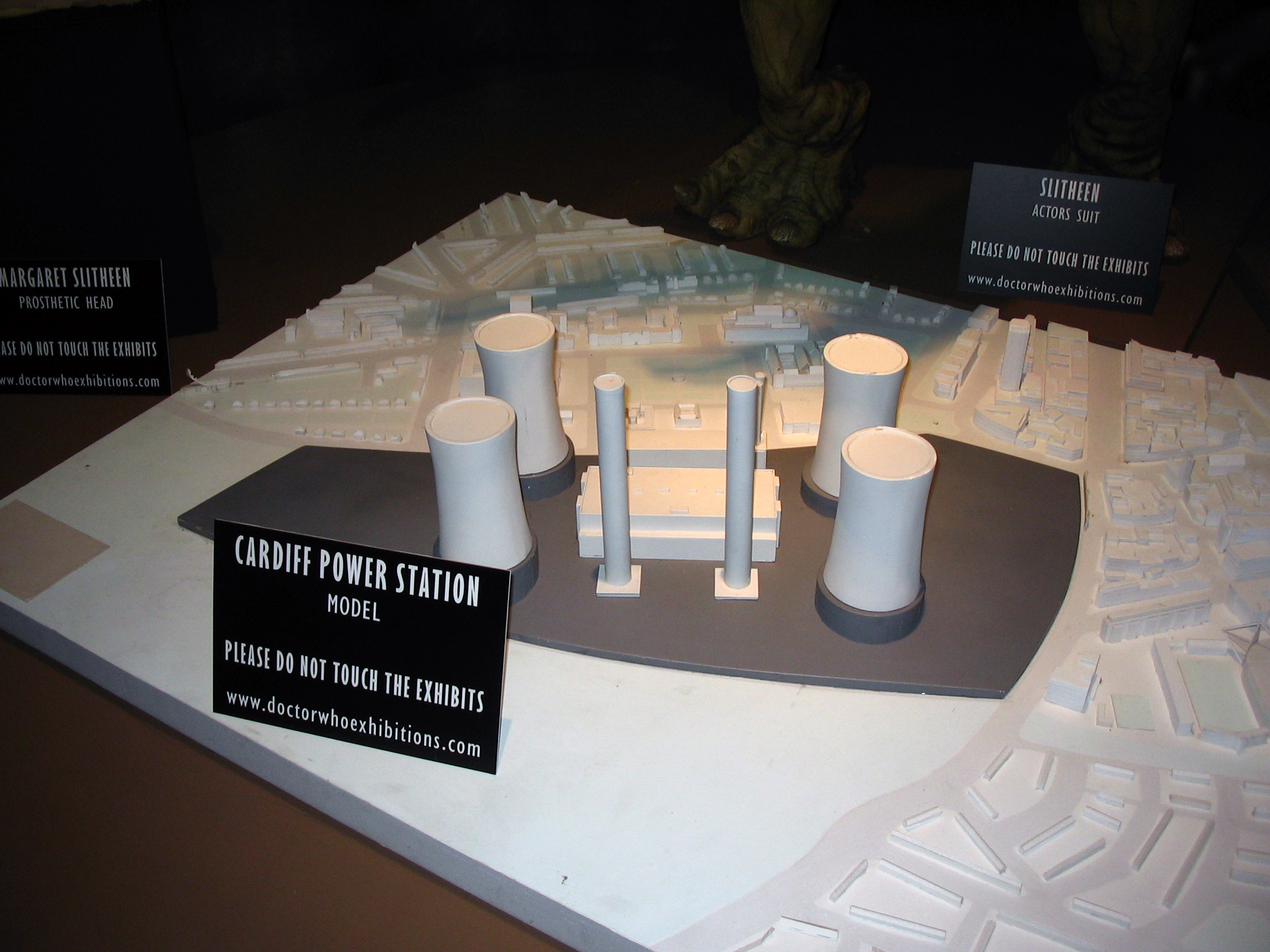
Os planos para a nova usina nuclear, em exibição em uma exposição de Doctor Who

O Doutor pousa a TARDIS em Cardiff, usando a energia da fenda na cidade para recarregar os motores da nave. Enquanto isso, Mickey se junta a ele, Rose e Jack para almoçar. O Doutor vê um artigo de jornal mostrando que Margaret Blaine, uma Slitheen, se tornou a nova prefeita de Cardiff. Os quatro rastreiam e a capturam para descobrir o que ela está fazendo lá. O Doutor observa os planos do modelo em escala de Blaine para uma nova usina nuclear, mas percebe que ela é propositalmente falha para causar um colapso que abriria a Fenda de Cardiff e destruiria a Terra. Ele também descobre que o modelo contém um "extrapolador" que Blaine teria usado para fugir do planeta. O Doutor decide levá-la de volta ao seu planeta natal, Raxacoricofallapatorius, mas ela revela que recebeu uma sentença de morte lá e será executada ao retornar. O Doutor concorda com seu pedido final para acompanhá-la para um jantar em um restaurante. Blaine faz várias tentativas fracassadas de matar o Doutor, mas ele as evita facilmente. Ela então pede que ele a leve para outro planeta.
Jack começa a integrar o extrapolador na TARDIS para acelerar a recarga do motor. Rose e Mickey saem juntos e ele diz que está namorando outra pessoa porque ela não está lá para ele. Antes que Rose possa responder, Cardiff é atingida por um grande terremoto vindo da Fenda. O Doutor, Blaine, Rose e Jack se reagrupam e descobrem que o extrapolador era uma armadilha destinada a redirecionar a energia da TARDIS para a Fenda, rompendo-a. Jack e o Doutor não conseguem impedir a transferência de energia e Blaine faz Rose de refém e exige o extrapolador. O coração da TARDIS se abre no console, banhando-a em luz. Enquanto é cativada por ela, Jack e o Doutor fecham a Fenda e desabilitam o extrapolador. Quando o console fecha, eles descobrem que o traje humano de Blaine está vazio, exceto por um ovo. O Doutor supõe que a TARDIS sentiu que Blaine queria uma segunda chance na vida e deu isso a ela. A tripulação da TARDIS decide devolver o ovo para Raxacoricofallapatorius para que Blaine possa ser criada em uma família diferente. Rose percebe que Mickey foi embora sem se despedir.

### Continuidade
Continuando o arco de história sobre a frase "Lobo Mau" vista ao longo da temporada, a usina nuclear é chamada de "Blaidd Drwg", que significa "lobo mau" na língua galesa. Esta foi a primeira referência a ser explicitamente abordada pelo Doutor e Rose. A Fenda foi estabelecida anteriormente na temporada no episódio "The Unquiet Dead". Margaret diz que quando criança ela foi ameaçada de ser alimentada com larvas venenosas; essas criaturas apareceram no serial do Primeiro Doutor The Web Planet (1965).

## Produção
De acordo com uma entrevista com o produtor executivo e roteirista Russell T Davies na Doctor Who Magazine, este episódio foi originalmente oferecido ao seu amigo e ex-colega, o roteirista Paul Abbott. Abbott aceitou e enviou um enredo, revelando que Rose havia sido criada pelo Doutor como um experimento na criação de uma companheira perfeita. O episódio foi intitulado "The Void". No entanto, Abbott teve que abandonar o projeto devido a outros compromissos. Davies escreveu "Boom Town" em vez disso, trazendo Badland de volta como Blaine devido à sua atuação em "Aliens of London" e "World War Three" sendo "brilhante", embora ela tivesse poucas falas. O ator que interpreta o Sr. Cleaver, William Thomas, já havia aparecido anteriormente como Martin, o agente funerário, na história clássica da série de 1988, Remembrance of the Daleks. Isso o tornou o primeiro artista a aparecer tanto na série original quanto na moderna. Mais tarde, ele interpretou Geraint Cooper, o pai de Gwen Cooper, no spinoff de Doctor Who, Torchwood.

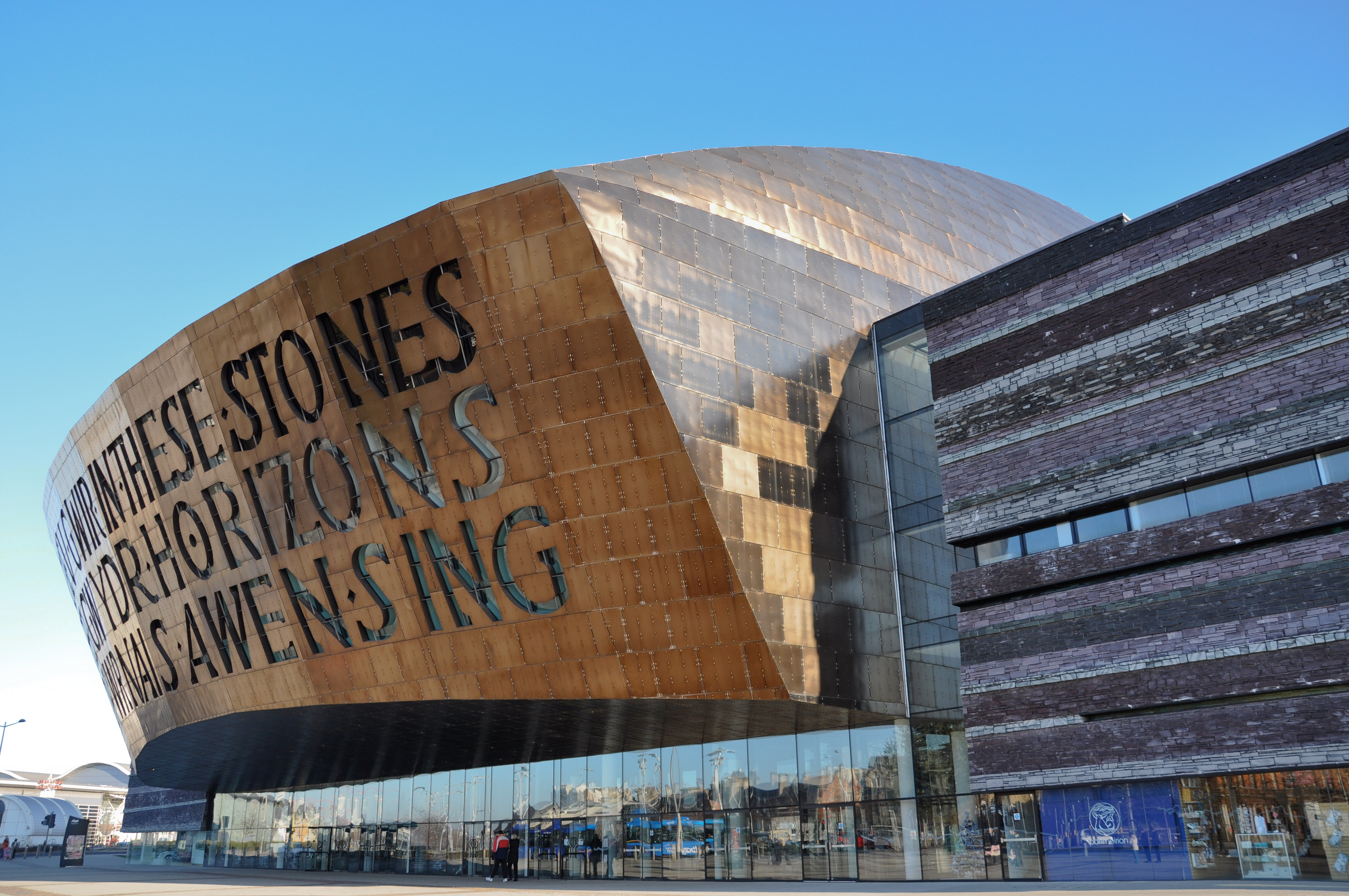
O episódio destacou o Millennium Centre e a Baía de Cardiff.

Davies afirmou que originalmente pretendia chamar este episódio de "Dining with Monsters" (Jantar com Monstros). Ele brincou que um nome muito melhor para este episódio seria "What should we do with Margaret?" (O que devemos fazer com Margaret?) Davies pretendia que o episódio fosse centrado nos personagens explorando se o Doutor tinha autoridade para levar alguém à sentença de morte, bem como mostrar as consequências das ações dele na última vez que conheceu Margaret. A trama era adequada para o Doutor de Eccleston devastado pela guerra. As consequências do estilo de vida do Doutor também são exploradas através do namorado de Rose, Mickey, que foi forçado a seguir em frente porque ela não está por perto. A resolução é um deus ex machina deliberado, regredindo Margaret para que ela possa começar de novo, embora Davies tenha observado que a resolução não surgiu completamente do nada, pois o elo psíquico da TARDIS já havia sido estabelecido.
Grande parte de "Boom Town" foi filmada na Baía de Cardiff, com uma cena em particular em frente ao Millennium Centre, em fevereiro de 2005. O Doutor é visto lendo o jornal galês Western Mail; Davies afirmou que queria incorporar a cultura galesa porque a série era gravada no país e continha muitos membros da equipe galeses. Ele também queria mostrar o quão bonita a área poderia ser. A filmagem noturna de Rose e Mickey em frente à torre de água em Roald Dahl Plass teve que ser estendida para duas noites porque estava abaixo da temperatura na qual a fonte desliga automaticamente. A cena do jantar entre o Doutor e Margaret foi filmada em janeiro de 2005 no restaurante Bistro 10 de Cardiff antes do resto do episódio ser gravado; Eccleston filmou a cena enquanto Piper e Barrowman estavam filmando cenas para "The Empty Child". Isso ocorreu devido a conflitos de agenda com Badland. Parte da programação também foi reorganizada por causa da morte do tio de Piper, resultando na substituição dela e de Eccleston por dublês durante algumas cenas perto do final do episódio. O ovo em que Margaret se transforma foi um adereço reutilizado do segundo episódio, "The End of the World".

## Transmissão e recepção
"Boom Town" foi transmitido pela primeira vez no Reino Unido pela BBC One em 4 de junho de 2005. Durante a noite de estreia, o episódio foi visto por 7,13 milhões de espectadores, uma participação do público de 36,95% e um aumento nas últimas duas semanas. Quando a audiência final consolidada foi divulgada, o número subiu para 7,68 milhões. O episódio recebeu uma pontuação de Índice de Apreciação do Público de 82.
A SFX Magazine descreveu "Boom Town" como um "episódio que quebra o formato". O crítico reconheceu que "certamente falha em alguns níveis e deixa vários elementos subdesenvolvidos", mas elogiou o dilema moral, incluindo a cena do jantar. No entanto, a conclusão com Margaret sendo revertida para um ovo foi vista como "um pouco útil demais e fornece ao Doutor uma cláusula de escape moral", e a subtrama de Rose e Mickey foi chamada de "fraca" devido à falta de evidências de que ele e Rose foram próximos. Arnold T Blumburg do Now Playing deu ao episódio uma nota "B+", escrevendo que "sacrifica um pouco da trama e da lógica" por uma boa exploração dos personagens e dos fios da trama. Ele elogiou o diálogo e a trilha sonora de Murray Gold. Dek Hogan do Digital Spy foi mais negativo, sentindo que "realmente não funcionou", chamando trazer Margaret de volta de uma "ideia ruim", e criticou o ritmo por arrastar muito.
Em 2013, Patrick Mulkern, da Radio Times, elogiou particularmente Badland e a cena do jantar, embora tenha descrito todo o episódio como um "conto peculiar, um filler limitado imprensado entre os gigantes dramáticos da estreia de Steven Moffat em Doctor Who e o final deslumbrante de Russell T Davies". O crítico do The A.V. Club, Alasdair Wilkins, deu ao episódio uma nota "B", observando que ele exigiu mais suspensão de descrença do que o normal. Ele achou que o enredo foi incluído por necessidade, enquanto o episódio foi mais focado em momentos de personagens e que isso não funcionou tão bem quanto "Father's Day" porque o destino de Margaret foi "menos claramente motivado". Por outro lado, Wilkins chamou a subtrama de Rose e Mickey de a parte mais efetivamente tratada de "Boom Town". Em Who Is the Doctor, um guia para a série moderna, o autor Robert Smith? chamou o episódio de "altamente divertido" e "pensativo", apesar de não ser bem planejado com um final deus ex machina "insatisfatório". Ele elogiou o material dos personagens e a comédia. Seu coautor Graeme Burk foi menos positivo, descrevendo-o como "nada mais" do que uma "brincadeira divertida". Ele achou que havia muitas cenas boas, mas "nenhuma história real", e destacou como o dilema moral não importava porque a decisão não acabava ficando nas mãos do Doutor.